# Eisenbahnbrücke Maribor
Železniški most (deutsch: Eisenbahnbrücke) ist die einzige Eisenbahnbrücke über die Drau in der Stadtgemeinde Maribor im Nordosten Sloweniens; sie hat daher keinen besonderen Namen erhalten. Die insgesamt rund 250 m lange dreigleisige, stählerne Brücke mit drei Bögen ist die größte Eisenbahnbrücke Sloweniens.

## Lage
Im Verlauf der Bahnstrecke Spielfeld-Straß–Trieste Centrale verbindet die Brücke südlich des Bahnhofs Maribor den Stadtbezirk Center am nördlichen Flussufer mit dem Stadtbezirk Magdalena am rechten Drauufer. Sie liegt zwischen der westlich gelegenen Titobrücke und der Brücke Meljski most. Unmittelbar südlich von ihr zweigt die Drautalbahn, die frühere Kärntner Bahn, ab.

## Geschichte

### Gitterträgerbrücke (1846)
Die erste Eisenbahnbrücke an dieser Stelle entstand im Kaisertum Österreich im Zusammenhang mit der Planung und dem Bau der Südbahn von Wien über Niederösterreich und die Steiermark mit ihrer Hauptstadt Graz nach Marburg, Cilli, Laibach und Triest gebaut wurde. Der von der k.k. Südliche Staatsbahn beauftragte Carl Ghega, der kurz zuvor eine Studienreise in die USA unternommen hatte, entwarf die amerikanische Brücke, eine insgesamt 251 m lange zweigleisige hölzerne Gitterträgerbrücke nach dem System Howe, die zwischen 1844 und 1846 erbaut wurde. Sie hatte zwei gemauerte Pfeiler und je einen Durchlass in den Widerlagern.

### Bogenbrücke (1866)
Das zunehmende Gewicht der Eisenbahnen machte bald einen Neubau der Brücke notwendig. Zudem erforderte der 1863 eröffnete erste Streckenabschnitt der Kärntner Bahn ein weiteres Gleis auf der Brücke. Von Karl Etzel, dem damaligen Direktor der k.k. priv. Südbahn-Gesellschaft, wurde daher eine dreigleisige schmiedeeiserne Bogenbrücke entworfen, die zwischen 1864 und 1866 erbaut wurde. Ihre drei Öffnungen bestanden aus vier Bogenrippen, auf denen fachwerkartige Verstrebungen die horizontalen Obergurte stützten, die die Gleisbette trugen. Die Bögen hatten Spannweiten von 52,8 m mit einer Pfeilhöhe von 11,7 m. Die Bögen waren eingerahmt von zwei starken Pfeilern aus Mauerwerk und den Widerlagern, die wieder je einen Durchlass hatten. Die Eisenkonstruktion wurde von den Witkowitzer Eisenwerken in Ostrava geliefert, die übrigen Arbeiten führte die Südbahn-Gesellschaft selbst aus.

#### Renovierung (1902–1903)
Da die Eisenbahnen mit den Jahren immer schwerer wurden und die Achslasten auf 15 Tonnen anstiegen, wurde die Brücke in den Jahren 1902 und 1903 von der Fa. Rudolph Philip Waagner (der späteren Fa. Waagner-Biro) grundlegend renoviert und verstärkt. Dabei wurden unter laufendem Betrieb viele tragende Teile durch moderne Stahlträger ersetzt und die alten hölzernen durch Stahlschwellen ersetzt.

#### Zweiter Weltkrieg
Im Zweiten Weltkrieg wurde die Brücke unmittelbar nach Beginn des Balkanfeldzuges von der jugoslawischen Armee am 7. April 1941 gesprengt, aber die Wehrmacht begann schon am 9. April mit der Einrichtung einer Notbrücke und am 26. April besuchte Adolf Hitler Maribor. Verschiedene deutsche Unternehmen unter Führung der Fa. C.H. Jucho bauten dann eine Behelfsbrücke, bis am 4. November 1942 die reparierte Eisenbahnbrücke wieder in Betrieb genommen wurde.
1944 wurde Maribor mehrfach von den Alliierten bombardiert. Die Eisenbahnbrücke war zwar eins der Ziele, wurde aber nur geringfügig beschädigt.

### Neubau (1950)
In den Jahren 1948 bis 1950 wurde die Brücke in unveränderter Form, aber mit modernen Materialien und mit verstärkter Tragfähigkeit neu aufgebaut. Seither wurde sie mehrfach saniert. Ihre heutige leuchtend blaue Farbe steht im Kontrast mit dem kräftigen Rot der ähnlichen Glavni most (Stari most, Alte Brücke) etwas weiter flussaufwärts.
Seit 1992 ist sie als Denkmal von lokaler Bedeutung geschützt und im Register des unbeweglichen Kulturerbes der Republik Slowenien eingetragen.